# Juan Carlos Letelier
Juan Carlos Letelier Pizarro (født 20. maj 1959 i Valparaíso, Chile) er en tidligere chilensk fodboldspiller (angriber).
Letelier spillede gennem sin 18 år lange karriere i både Chile, Mexico, Peru, Venezuela og Brasilien. Af hans klubber kan blandt andet nævnes Santiago Wanderers, Cobreloa, Cruz Azul, Internacional og Independiente Medellín.
Letelier spillede desuden 57 kampe og 18 mål for det chilenske landshold. Han deltog ved VM i 1982 i Spanien, hvor han spillede to af sit lands tre kampe. Han var også med til at vinde sølv ved Copa América i 1987.

## Titler
Primera División de Chile
- 1982 og 1985 med Cobreloa

Copa Chile
- 1986 Cobreloa

Primera División Peruana
- 1992 med Universitario
- 1994 med Sporting Cristal